# Stuart Merrill

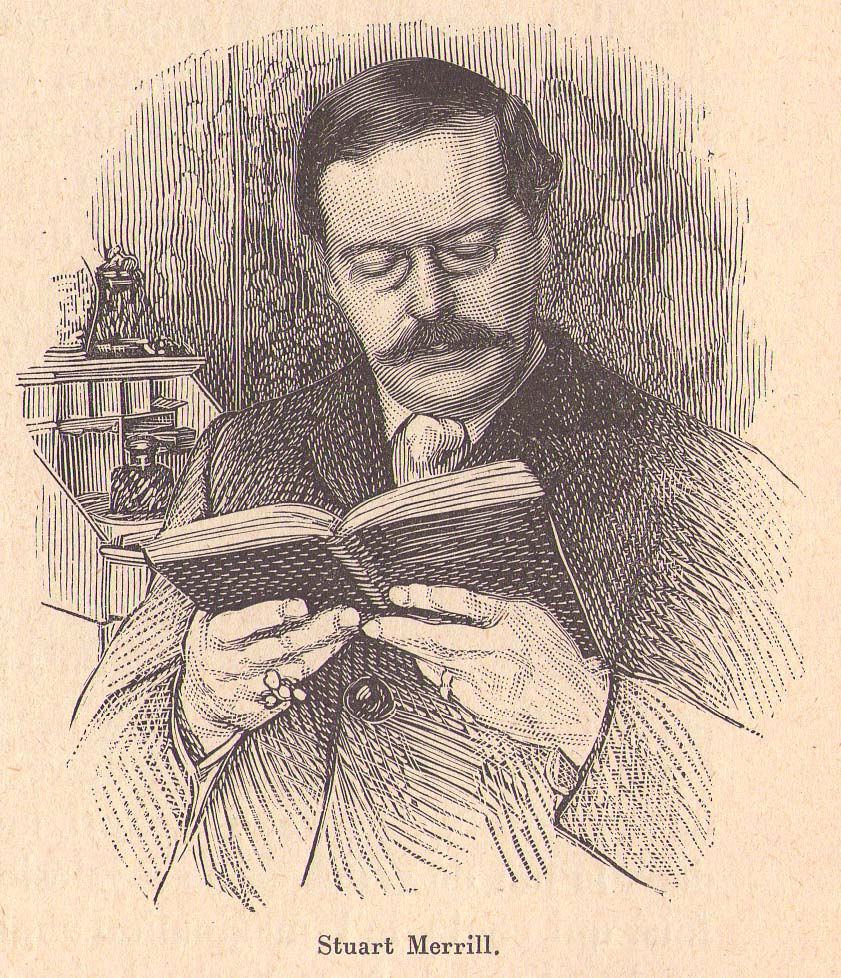
Stuart Merrill

Stuart Fitzrandolph Merrill, född 1 augusti 1863 i Hempstead på Long Island, död 1 december 1915 i Versailles, var en amerikansk-fransk skald.
Merrill studerade i Paris, återvände 1886 till USA, där han verkade som författare och socialistisk agitator, varefter han 1889 bosatte sig i Paris. Som skald tillhörde han Paul Verlaines riktning och symbolismen.
Förutom tidskriftsartiklar publicerade Merrill bland annat Les gammes (1887), Pastels en prose (1890), Les fastes (1891), Petits poèmes d'automne (1895), Poésies 1887–1897 (1897), Les quatre saisons (1900), Rodin et son œuvre (1901) och Une voix dans la foule (1909).